# 마쓰다이라 노부자네
마쓰다이라 노부자네(일본어: 松平信愛, 1779년 4월 20일 ~ 1805년 4월 26일)는 일본 에도 시대의 다이묘로, 가미노야마번의 6대 번주이다. 4대 번주 마쓰다이라 노부쓰라의 넷째 아들이며, 어릴적 이름은 반마루(盤丸), 사부로(三郎)이다. 관위는 종5위하, 야마시로노카미이다.
간세이 8년(1796년) 3월 4일, 5대 번주였던 형 마쓰다이라 노부후루가 사망했기 때문에, 그 양자가 되어 번주직을 계승했고, 그해 12월 28일에 종5위하에 서임되었다. 그러나 어린 나이에 통솔력이 부족했고, 번 정치 개혁을 둘러싼 가신단의 분쟁이 여전하였다. 분카 2년(1805년) 3월 27일, 오사카 가반으로 근무 중에 27세의 나이로 사망하였다. 양자인 마쓰다이라 노부유키가 그 뒤를 이었다.
| 전임 마쓰다이라 노부후루 | 제6대 가미노야마번 번주 1796년 ~ 1805년 | 후임 마쓰다이라 노부유키 |